# Упит продавца (понуда)
Упит продавца (понуда продавца) се обично упућује у писаном облику, штампаном или електронском облику. Писмена понуда продавца треба да садржи основне информације о својој роби/производу или услузи, као и о начинима њене продаје, и другим услугама и битним информацијама о понуди.
- Понуда купца може да буде општа,циркуларна и посебна.

## Општа понуда(упит)
Под општом понудом се подразумева пословно писмо које продавац шаље купцу да би понудио целокупан производни или услужни асортиман, или део асортимана не наводећи детаљне услове продаје.
- У понуди се наводи да је производ/услуга одличног квалитета, да су цене приступачне, да је плаћање повољно, да ће услуга испоруке бити брза и коректна,... али се не наводе посебни детаљи продаје, као и услови.

## Циркуларна понуда (упит)
Под циркуларном понудом се подразумева упућивање потенцијалним купцима понуда у писаном штампаном или електронском облику. Понуда садржи сва обавештења и информације које садржи и Општа понуда(упит), с тима да јој је задатак да упознаје већи број потенцијалних купаца, дакле није насловљена на појединца(једно име)
- Писана штампана циркуларна понуда се шаље путем: писма, огласи у новинама, проспекти, брошуре, панои, огласне табле и др.
- Електронска циркуларна понуда је понуда путем: е-поште, интернет сајта, инфо пултова, банкомата, мултимедијалних апарата, е-интернет циљано оглашавање, и др.

Циркуларна понуда се шаље према потреби, у етапама, сезонски и др. и циљ је да се са понудом упозна већи број потенцијалних купаца, зато је и насловљена са речима: Драги потрошачи ,Цењене домаћице/потрошачи, Драго нам је да вас упознамо са..., и слично.
На циркуларну понуду потенцијални купац није дужан да одговори. Али ако је заинтересован , може одговорити у писмено или усмено и да затражи детаљније информације, проспекте, понуду, каталог и сл.

## Посебна понуда(упит)
Посебна понуда представља писмо(штампано или електронско) којим продавац обавештава потенцијалног купца о конкретном производу или услузи , шта се нуди, који су услови продаје, наводећи:
- количину, врсту и квалитет робе/производа
- цену, рок плаћања и услове плаћања
- начин испоруке, рокове, место, паковање и врста амбалаже

= Посебна понуда може да буде: 
1. Посебна - необавезна понуда;
2. посебна- обавезна понуда;
3. посебна -понуда са роком;
4. посебна - понуда до опозива.

### 1. Необавезна понуда
Необавезна понуда је понуда продавца потенцијалном купцу одређену робу, производе или услуге под одређеним условима, наглашавајући да је "без обавезе на продају" или "необавезно вам нудимо". 
- На овај начин продавац задржава право да одустане од необавезне понуде, односно да е испоручи робу по пријему поруџбине. Више је разлога за овакав начин продаје/необавезности , из разлога промене стања на тржишту, или зато што је већ продата роба другом купцу, или из психолошког ефекта/притиска на купца да се што пре одлучи .

### 2. Обавезна понуда
Посебна Обавезна понуда је писмена понуда којом продавац нуди потенцијалном купцу одређену робу/производ, са одређеним квалитетом, карактеристикама и условима продаје , али без клаузуле "необавезно".
- Продавац се овом понудом обавезао да купцу обезбеди робу/производ под одређеним својствима, квалитету и условима продаје , и држи се садржаја понуде.

Пословна етика налаже да купац после примљене понуде размотри понуду и у разумном року одговори купцу на упит, да би купац могао да настави да располаже са својом робом/производима како пословна етика налаже.

### 3. Понуда са роком
Посебна понуда са роком, је писмо - понуда продавца којом нуди одређени производ или услугу под одређеним условима и карактеристикама начина продаје, с тим што се "одређује рок до када ће понуђена роба да се чува", односно рок у ком би купац требало да донесе одлуку и одговори да ли ће да купи робу/производе, у задатом року.
Подразумева се да ће оба партера у послу да се придржавају пословне етике.

### 4. Понуда до опозива
Посебна понуда до опозива представља писмо-понуду, којом продавац нуди одређену робу под одређеним условима, квалитета и услова продаје , наводећи да ова "понуда важи до опозива", што значи да продавац задржава право да одустане од дате понуде.
Заинтересовани купац ће пожурити да наручи понуђену робу, да не би дошло до опозива дате понуде.
- Опозив понуде од стране продавца може да се изврши телефоном, интернетом(е-поштом), писмом или да други начин.

## Негативан одговор на понуду (упит)
Ако потенцијални купац није заинтересован за куповину робе или производа(услуге) коју му нуди продавац, елементарна пословна етика(морал)му налаже да у разумном року (или да у раније договореном року), пошаље одговор да тренутно(или уопште) није заинтересован за понуду која му се нуди. У одговору да се захвали за пажњу која му је учињена и на пословној сарадњи.
Пословични пријатељски одговор оставља позитиван утисак на продавца, остављају се отворена врата за евентуалну сарадњу другом приликом, а купац стиче слободу да се јави ако се предомисли или ако жели да успостави пословни контакт из других разлога.

## Позитиван одговор на понуду(упит)
Позитиван одговор купца на понуду(упит) коју је упутио продавац, је завршница у склапању договора о сарадњи, односно долази до закључења посла.
Закључење посла представља писање поруџбине или састављања уговора о купопродаји , на обострану корист и задовољство.

## Извор
- Канцеларијско пословање.  978-86-17-13811-8.